# Røyrvik
64°53′14″N 13°33′44″Ø / 64.88722°N 13.56222°Ø
Røyrvik (samisk Raavrevijhke) er en fjeldkommune i Indre Namdal, Trøndelag fylke i Norge.  Kommunen grænser til Namsskogan i vest, Lierne i syd, Nordland i nord (Grane og Hattfjelldal kommuner) og Sverige i øst.
Røyrvik er en af fire kommuner, hvor Børgefjell nationalpark ligger.

## Elve, fjelde og søer i Røyrvik
Nord-Trøndelags højeste fjeld, Jetnamsklompen (1.521 moh.), ligger i nationalparken. 
Søerne Limingen og Tunnsjøen er blandt de ti største i landet.  Disse blev (sammen med Vektaren og Namsvatnet) reguleret i 1959. Andre søer er Austre Sipmeksjøen, Storgollomsvatnet, Hudningsvatnet,

## Samfund
Oprindelig var området samisk .  Efter 1800 kom enkelte nybyggere over
fra Lierne.  Samisk kombobrug blev etableret på Nyvikmoen i 1910.
Befolkningen er i dag spredt i bebyggelserne  i Namsvatnet, Huddingsdalen, Gjersvika, Nyvika og Tunnsjørøyrvik.
Kommunecenteret (skole, kirke, administration) ligger i byen Røyrvik.
Kommunen blev selvstændig i 1923 da Grong kommune blev delt.
Ved
etableringen af grubedrift i Gjersvika blev der i 1910 lavet vej over Steinfjellet.  Vejen blev i
1971 kompletteret med en 2.600 m lang tunnel.
Hovederhvervene var traditionelt landbrug og rendrift, jagt, fiskeri og fangst.
Produktion af vandkraft, samt den engang dominerende grubedrift ved Grong Gruber, 
har givet kommunen anselige koncessionsindtægter.
Turistvirksomhed og friluftsliv er blevet stadig vigtigere erhverv. 

## Samisk indflydelse og kultur
Kommunen er oprindelig samisk, hvilket afspejles i 
kommunevåbnet, det traditionelle solkors «Bjijje» som symboliserer de fire verdenshjørner. 
Gudfjelløya i Tunnsjøen er kendt som gammelt offersted.  Røyrvik Bygdatun har udstilling om sydsamisk kultur.  Sommerbopladsen Johkegaske med 
restaureret stabbur (ved Namsvatnet) er fredet.
Røyrvik kirke blev indviet i 1828 under ledelse af 
præsten Hans Peter Schnitler Krag.  Indtil sin død var Ella Holm Bull (1929-2006) i gang
med værket Den samiske historie i Røyrvik og omegn.